# Одред отписаних (филм)
Одред отписаних (енгл. Suicide Squad) амерички је суперхеројски филм из 2016. године темељен на истоименом тиму суперзликоваца DC Comics-а. Трећи део у DC-јевом проширеном универзуму (DCПУ), филм је написао и режирао Дејвид Ајер и ансамблску поделу улога чине Вил Смит, Џаред Лето, Марго Роби, Џоел Кинаман, Вајола Дејвис, Џај Кортни, Џеј Хернандез, Адевале Акинуе-Агбаџе, Скот Иствуд, Карен Фукухара, Ајк Баринхолц и Кара Делевин. У филму, тајна владина агенција коју води Аманда Волер регрутује затворене суперзликовце да извршавају опасне мисије црних операција и спасу свет од моћне претње у замену за смањене казне.
До фебруара 2009, филм о Одреду отписаних био је у развоју у Warner Bros.-у. Ајер је у септембру 2014. потписао да напише и режира филм, а до октобра је почео процес кастинга. Снимање је почело 13. априла 2015. је у Торонту, са додатним снимањем у Чикагу, а завршило се у августу исте године.
Премијера филма била је 1. августа 2016. у Њујорку и издат је 5. августа 2016. године у Сједињеним Државама у RealD 3D-у, IMAX-у и IMAX 3D-у. Филм је издат 4. августа 2016. године у Србији, дистрибутера Blitz Film & Video Distribucija. Након снажног дебија који је поставио нове рекорде на благајнама, филм је зарадио преко 746 милиона америчких долара широм света, чинећи га тако десетим филмом са највећом зарадом 2016. године. Филм је добио генерално негативне критике критичара, са похвалама за глумачку екипу, али и критикама за радњу, правац и ликове. Филм је номинован и освојио је вишеструке награде у различитим категоријама, укључујући Оскара за најбољу шминку и фризуру на 89. додели Оскара, чинећи га првим филмом DCПУ-а који је освојио Оскара. Прате га спин-оф филм Птице грабљивице, у ком игра Роби, из 2020, и самостални наставак Одред отписаних: Нова мисија из 2021, са повратком Робијеве, Кинамана и Кортнија.

## Радња
Након Суперменове смрти, обавештајна службеница Аманда Волер убеђује америчку владу да одобри оперативну групу Икс, тим за одговор криминалаца и суперзликоваца. Тим ће се користити за борбу против надљудских претњи, под Волерином контролом путем бомби наните уграђених у врат сваког криминалца, које се могу даљински активирати. Ако успеју, биће им скраћене казне.
Др Џун Мун, америчка археолошкиња, постаје запоседнута демонском вештицом, Чаробницом. Волер може да контролише Чаробницу ухвативши њено магично срце, које је рани ако га удари. Волерин подређени пуковник Рик Флаг заљубљен је у Мунову и постао је члан оперативне групе. Међутим, Чаробница издаје Волерову, осваја Мидвеј Сити, претвара људе у чудовишта и позива свог брата Инкубуса да уништи човечанство.
Оперативна група Икс формирана је да заустави Чаробницу, користећи затворенике из посебне касарне Бела Реве. Списак се састоји од убице Дедшота, који жели да се поново састане са својом ћерком Зои; Харли Квин, бивша психијатрица претворена у девојку готамског лорда Џокера; аустралијски лопов Капетан Бумеранг; пирокинетички бивши гангстер Ел Дијабло; мутант канибал Убица Крок; и плаћеник Слипнот. Тим води Флаг, а придружује му се и његова сарадница Катана, јапанска мачевалка. Волер и Флаг намерно скривају однос Флага са Муновом.
По доласку у Мидвеј Сити, хеликоптер тима је оборен, приморавајући их да путују пешке. Бумеранг убеђује Слипнота да полети, верујући да су бомбе лукавство, али Флаг убија Слипкота када покуша да побегне. Скалирајући небодер, тим открива да је Волер њихова мета, покушавајући да прикрије њено учешће у побуни Чаробнице. У међувремену, Џокер сазнаје за Харлину невољу, лоцира Ааргуса научника др Ван Криса, и уцењује га да онеспособи Харлину бомбу.
Док Волер и одред чекају извлачење хеликоптера, Џокер интервенише, онемогућава Харлину бомбу и помаже јој да побегне. Волер обори Џокеров хеликоптер, иако Харли преживи и поново се придружи одреду, верујући да је Џокер мртав. Пронашавши Волерину локацију, Чаробница је киднапује како би повратила своје срце. Дедшот проналази Волерине поверљиве датотеке, откривајући Флагов однос са Муновом. Тим напушта Флага, пијући пиће у напуштеном бару, где Ел Дијабло открива своје моћи и криминални начин живота који је довео до смрти његове породице. Флаг ослобађа одред њихове мисије, али, схвативши да имају прилику да се докажу, група је кренула у спасавање града.
Одред лоцира Чаробницу у поплављеној метро станица, где Убица Крок и Флаг постављају бомбе испод метроа. Ел Дијабло прихвата демонску природу своје пирокинезе, жртвујући се да дозволи да бомба уништи Инкубуса. Чаробница позива одред да јој се придружи, а Харли изгледа у искушењу, али то користи као смицалицу да изреже Чаробничино срце. Поражена је и Флаг јој сломи срце, убијајући је и ослобађајући Мунову њене контроле. Појављује се Волер, која сваком члану одреда укида десет година казне и награђује их захтевима (осим Бумеранга). Џокер, жив, проваљује у Бела Реву и спашава Харли.
У средњој сцени заслуга, Волер се састаје са Брусом Вејном, који пристаје да помогне њеној репутацији у замену за владине досијее о растућој надљудској заједници, како би створио свој тим суперхероја. Она му саветује да престане да ради до касно увече, имплицирајући да зна да је Брус заправо Бетмен. Он каже Волеровој да угаси оперативну групу Икс.

## Улоге
| Глумац                | Улога                                   |
| --------------------- | --------------------------------------- |
| Вил Смит              | Флојд Лотон / Дедшот                    |
| Марго Роби            | др Харлин Квинзел / Харли Квин          |
| Џоел Кинаман          | пуковник Рик Флаг                       |
| Вајола Дејвис         | Аманда Волер                            |
| Џај Картни            | Џорџ „Дигер” Харкнес / Капетан Бумеранг |
| Џеј Хернандез         | Чато Сантана / Ел Дијабло               |
| Адевале Акинуе-Агбаџе | Вејлон Џоунс / Убица Крок               |
| Кара Делевин          | др Џун Мун / Чаробница                  |
| Ајк Баринхолц         | заповедник Хантер Григс                 |
| Скот Иствуд           | поручник Едвардс                        |
| Адам Бич              | Кристофер Вајс / Слипнот                |
| Карен Фукухара        | Цацу Јамаширо / Катана                  |
| Џаред Лето            | Џокер                                   |